# Bình dân học vụ
Bình dân học vụ là phong trào xóa nạn mù chữ trong toàn dân, được Chính phủ lâm thời nước Việt Nam Dân chủ Cộng hòa phát động ngày 8 tháng 9 năm 1945 (sắc lệnh 19/SL và 20/SL) ngay sau khi Việt Nam giành được độc lập. Phong trào này nhằm giải quyết "giặc dốt" - một trong các vấn đề cấp bách nhất của Việt Nam lúc bấy giờ (chỉ sau "giặc đói").

## Bối cảnh

Chủ tịch Hồ Chí Minh thăm lớp bình dân học vụ dạy chữ cho cả những cụ già

Thời Pháp thuộc, hệ thống giáo dục tại Việt Nam rất thiếu thốn. Cho đến năm 1930, tổng số học sinh, sinh viên tất cả các trường từ tiểu học đến đại học chỉ chiếm 1,8% dân số Việt Nam. Năm 1945, khi Việt Nam giành được độc lập, 95% dân Việt Nam mù chữ. Đây là một trong các quốc nạn đối với một quốc gia mới giành độc lập.
Tại phiên họp đầu tiên của Chính phủ ngày 3 tháng 9 năm 1945 tại Hà Nội, Chủ tịch Hồ Chí Minh đề nghị mở chiến dịch "Chống nạn mù chữ", vì "Một dân tộc dốt là một dân tộc yếu".
Để phục vụ chiến dịch xóa nạn mù chữ, Nha bình dân học vụ được thành lập ngày 8 tháng 9 năm 1945, khoá huấn luyện giáo viên Bình dân học vụ đầu tiên mang tên Hồ Chí Minh mở tại Hà Nội.
Vì nhà nước non trẻ ngân sách thiếu thốn, phong trào dựa vào sức dân là chính. Ngân quỹ được chỉ dụng cho chương trình chỉ trả lương được tối đa 1.000 giáo viên, trong khi số giáo viên cần thiết tối thiểu là 100.000. Người đi học được miễn phí. Giáo viên không nhận lương. Mỗi tỉnh phải tự túc giáo viên. Khi ngân sách còn eo hẹp, các lớp bình dân học vụ dùng phấn hay gạch để viết xuống đất thay cho bút và giấy.
Phong trào nhanh chóng lan rộng khắp cả nước. Các lớp học bình dân được mở khắp nơi, trong nhà dân, đình chùa, miếu mạo, chỉ cần mấy chiếc ghế băng, ghế tựa đặt quanh bàn, quanh chiếc phản, cánh cửa, tấm ván mộc làm bảng đã thành lớp học.
Các đội Nhi đồng cứu quốc khua trống ếch cổ động người dân đi học. Tại các nơi nhiều người qua lại, như các ngõ xóm, điếm canh, cổng đình, cổng làng, người ta treo nong, nia, mẹt, phên cốt, trên viết các chữ cái bằng vôi để ai đi qua cũng có dịp nhẩm, ôn các chữ đã học. Các câu văn vần miêu tả các chữ cái được sử dụng để người học dễ thuộc. Ví dụ: 

Đồ dùng học tập của lớp bình dân học vụ

"i, t (tờ), có móc cả hai.
i ngắn có chấm, t (tờ) dài có ngang;
e, ê, l (lờ) cũng một loài.
ê đội nón chóp, l (lờ) dài thân hơn;
o tròn như quả trứng gà.
ô thì đội mũ, ơ là thêm râu;
o, a hai chữ khác nhau
vì a có cái móc câu bên mình."
Xuất hiện nhiều ca dao, hò vè cổ động cho phong trào Bình dân học vụ. Ví dụ: 
"Hôm qua anh đến chơi nhà.
Thấy mẹ dệt vải thấy cha đi bừa.
Thấy nàng mải miết xe tơ.
Thấy cháu "i - tờ" ngồi học bi bô.
Thì ra vâng lệnh Cụ Hồ.
Cả nhà yêu nước "thi đua" học hành".
Để thúc giục người dân học chữ, một số nơi còn dựng "cổng mù" ở đầu chợ. Người muốn vào chợ phải thử đọc chữ, ai đọc được thì được đi cổng chính, ai chưa đọc được thì phải qua "cổng mù" để vào chợ.
Tính đến cuối năm 1945, sau hơn ba tháng phát động, theo báo cáo chưa đầy đủ của các tỉnh Bắc bộ gửi về Bộ Quốc gia giáo dục thì đã mở được hơn 22.100 lớp học với gần 30 nghìn giáo viên và đã dạy biết chữ cho hơn 500 nghìn học viên mà tổng chi phí xuất từ ngân sách trung ương là 815,68 đồng, còn lại đều do các địa phương và tư nhân chi trả. Đến cuối năm 1946, Bộ Quốc gia giáo dục báo cáo có 74.975 lớp với 95.665 giáo viên, riêng ở Bắc Bộ và Trung Bộ đã có 2.520.678 người biết đọc, biết viết.
Một năm sau ngày phát động, phong trào đã tổ chức được 75.000 lớp học với trên 95.000 giáo viên; trên 2.500.000 người biết đọc, biết viết. Tới năm 1948, 6 triệu người đã thoát nạn mù chữ và đến năm 1952 là 10 triệu người, chiến dịch xoá nạn mù chữ cơ bản được hoàn thành. Đi đôi với việc diệt "giặc dốt", việc bổ túc văn hoá để củng cố sự đọc thông, viết thạo của những người đã thoát nạn mù chữ được tổ chức và đẩy mạnh, trình độ văn hoá của cán bộ và nhân dân lao động cũng được nâng lên.

## Tại miền Nam
Tại miền Nam trước năm 1975, chế độ Việt Nam Cộng hòa (1955-1975) trong suốt 20 năm vẫn chưa thể giải quyết được nạn mù chữ. Lúc giải phóng miền Nam năm 1975, 30% người dân miền Nam vẫn còn mù chữ. Trong Chỉ thị 221 CT/TW "Về công tác giáo dục ở miền Nam sau ngày hoàn toàn giải phóng", ngày 17-6-1975, Ban Bí thư Trung ương Đảng nhấn mạnh "Trước mắt, phải coi đây (nhiệm vụ xoá nạn mù chữ và bổ túc văn hoá) là một nhiệm vụ cấp thiết số một... phấn đấu hoàn thành nhiệm vụ này trong hai năm". Tháng 9-1976, trong thư gửi giáo viên và học sinh cả nước nhân dịp khai giảng năm học mới, Chủ tịch nước Tôn Đức Thắng lưu ý "Riêng đối với miền Nam, cần tập trung sức nhanh chóng xoá xong nạn mù chữ và đẩy mạnh công tác bổ túc văn hoá cho cán bộ và thanh niên công nông...". Phong trào bình dân học vụ nhằm giải quyết tình trạng người dân mù chữ tại miền Nam được thực hiện. Cuối tháng 2-1978, tất cả 21 tỉnh và thành phố ở miền Nam đã cơ bản hoàn thành kế hoạch xoá nạn mù chữ